# Елеонора Плантагенет
Елеонора Плантагенет, або Елеонора Англійська (англ. Eleanor of England, фр. Aliénor d’Angleterre; 1215, Глостер, королівство Англія — 13 квітня 1275, домініканський монастир поблизу Монтаржі, Французьке королівство) — англійська принцеса з дому Плантагенетів. У першому шлюбі — графиня Пембрук, у другому — графиня Лестер.

## Дитинство та перший шлюб
3-я дочка короля Англії Іоанна Безземельного та його дружини Ізабелли Ангулемської та молодша сестра короля Англії Генріха III. Названа на честь бабусі, Алієнор Аквітанської. Батько помер, коли дівчинці був 1 рік. Регентом та опікуном над малолітнім Генріхом III та Елеонорою став Вільям Маршал, 1-й граф Пембрук. Під його керівництвом англійці змогли зупинити просування французьких військ, що висадилися на острів, під командуванням спадкового принца Людовика (майбутнього короля Франції Людовика VIII) і змусити французів залишити Англію.
23 квітня 1224 року відбулося весілля Елеонори Плантагенет зі вдовим сином регента, який теж носив ім'я Вільям Маршал, старшим за неї на 25 років. Одруження відбулося в церкві лондонського Темпла. Оскільки тоді принцесі ледве виповнилося 9 років, вона ще п'ять років, до 1229, проживала при дворі брата, короля Генріха. Потім переїхала до чоловіка і згодом супроводжувала його в поїздках Англією, Францією та Ірландією.

## Удівство та другий шлюб
У квітні 1231 року Вільям Маршал помер. Овдовівши в 16 років, Елеонора в присутності Едмунда Річа, архієпископа Кентерберійського, дала обітницю ніколи більше не вступати в шлюб. Оскільки вдова графиня Пембрук згідно із законом вважалася ще неповнолітньою, вона потрапила під опіку свого брата, короля Англії. 1233 року Генріх III ухвалив рішення про передання Елеонорі спадщини, як вдові померлого графа Пембрук, яка виявилася в 4 рази меншою від реальної спадщини. Таке рішення короля поклало початок багаторічній ворожнечі між сестрою і братом.
Після смерті першого чоловіка Елеонора проживала в замку Інтеберг у Кенті, а від 1237 — в замку Одігам у Гемпширі. 7 січня 1238 року, за згодою короля, Елеонора знову вступила в шлюб — з Симоном V Монфором, графа Лестера. Вінчання відбулося у Вестмінстерському абатстві. Спочатку цей шлюб зберігали в таємниці, тому що на нього була потрібна згода англійських баронів і церкви. Здійснивши паломництво до Риму, граф Лестер отримав від папи підтвердження законності свого шлюбу, попри минулу обітницю безшлюбності Елеонори.
Після весілля спочатку жила замкнуто, в замку Кенілворт. Її чоловік деякий час мав прихильність короля Генріха, однак у серпні 1239 року його становище різко змінилося. Король почав стверджувати, що дав свою згоду на його шлюб лише тому, що граф Симон спокусив принцесу. Це гнівне твердження Генріха не мало під собою ґрунту і було викликане скоріше тим, що Симон, зневірившись повернути позичені Генріху грошові суми, свавільно зайняв кілька королівських замків.
Впавши в немилість, граф і вагітна графиня Лестер змушені були спішно втекти до Франції, пр цьому на острові залишився їхній старший син Генрі. На материку Симон взяв участь у хрестовому поході, організованому Річардом Корнуолським, а Елеонора в цей час (1240), залишалася в італійському місті Бриндізі. Суперечка між її чоловіком і братом, в якій принцеса була повністю на боці чоловіка, вирішилася 1242, і Симон з Елеонорою змогли повернутися на батьківщину. Втім, пробула принцеса в Англії недовго, супроводжуючи того ж року свого чоловіка, який пішов у військовий похід до Франції. І далі вона все довше залишалася у Франції, особливо від 1247 року, коли Симона призначено королівським сенешалем (намісником) Гасконі. У цей період Елеонора часто відвідувала двір французького короля Людовика IX та його дружини Маргарити Прованської. Подружившись із французьким королівським подружжям, англійська принцеса згодом використовувала їх як посередників при вирішенні конфліктів зі своїм братом-королем. Маючи вибуховий характер, Елеонора, за свідченням сучасників, темпераментом і войовничістю не поступалася Генріху III. Особливо тривалим був позов через земельну спадщину у Франції, що дісталася Елеонорі від її бабусі, Алієнор Аквітанської, і яка була необхідна англійському королю для укладення угоди з французами. Після затяжних переговорів за посередництва французького короля та грошової компенсації Елеонорі, вона відмовилася від цієї спадщини на користь брата.
1254 року граф Симон очолив заколот баронів проти короля і воював з Генріхом III аж до 1265 року, коли граф Лестер був розбитий і загинув у битві під Івшемом. Елеонора, не підкорившись королю і після смерті чоловіка, організувала оборону Дуврського замку. Однак, королівські війська під керівництвом принца Едуарда все ж взяли цю фортецю. Після цього все майно принцеси в Англії конфіскувала корона, а сама вона разом із дочкою вирушила у вигнання до Франції. Але перед цим Елеонора відправила до Франції двох своїх синів, Річарда й Аморі, з великою сумою грошей, так урятувавши частину свого майна від конфіскації. На особисте прохання французького короля Людовика IX, 1267 року Генріх III повернув Елеоноріе частину її володінь у Англії.
Останні роки життя Елеонора Плантагенет провела в домініканському жіночому монастирі, який заснувала її зовиця Аміція де Монфор поблизу міста Монтаржі.
У першому шлюбі Елеонора залишилася бездітною; у другому, від Симона V де Монфора, народила 7 дітей, п'ятьох хлопчиків і двох дівчаток.